# Марианджела Мелато
Марианджела Мелато (на италиански: Mariangela Melato) е италианска актриса. 

## Биография
Марианджела Мелато е родена на 19 септември 1941 г. в Милано, Италия. Дъщеря на полицай от Триестино и шивачка, Мелато от малка учи живопис в Академията за изящни изкуства „Брера“, рисува плакати и работи като оформител в универсалния магазин „Ла Ринашенте“, за да плаща уроците си по актьорско майсторство с Есперия Сперани.

### Кариера
Удивителната руса актриса започва своята сценична кариера през 1960 г., влизайки в сценичната компания на Фантазио Пиколи и дебютирайки като актриса в пиесата „Сляп перон“ (Binario cieco). 
От 1963 до 1965 г. работи с Дарио Фо в „Седем: кради малко по-малко“ и „Вината е винаги на дявола“ (Settimo: ruba un po' meno e La colpa è sempre del diavolo), а през 1967 г. работи с Лукино Висконти в „Монахинята от Монца“ (La monaca di Monza). През 1968 г. е последният ѝ пробив в театъра с „Бесния Орландо“ (Orlando furioso) от Лука Ронкони. 
Дебютира в киното през 1969 г. с „Томас и обсебените“ (Thomas e gli indemoniati) на Пупи Авати.
Играла е в много запомнящи се филми през 1970-те години, период, който се е считал за нейния златен век, и е получила много похвали и награди за ролите си. Мелато също участва в няколко англоезични продукции.

### Смърт
Мелато почива от рак на панкреаса на 11 януари 2013 г. в Рим, Италия на 71-годишна възраст. 

## Избрана филмография
| година | филм         | оригинално заглавие | роля           | режисьор       |
| ------ | ------------ | ------------------- | -------------- | -------------- |
| 1976   | Драги Микеле | Caro Michele        | Мара Касторели | Марио Моничели |